# Ali Payami
Ali Payami, występuje także jako Payami – szwedzki producent muzyczny, autor tekstów i piosenkarz.

## Dyskografia

### EP
| Rok  | Dane dot. albumu |
| ---- | --- |
| 2007 | Audio Driver EP - Wydany: 19 lutego 2007 - Wytwórnia: Just For Fun Recordings - Format: płyta gramofonowa, digital download |
| 2007 | The Hammer EP - Wydany: 16 marca 2007 - Wytwórnia: Just For Fun Recordings - Format: płyta gramofonowa, digital download    |
| 2008 | Pictures EP - Wydany: 16 maja 2009 - Wytwórnia: Just For Fun Recordings - Format: digital download                          |
| 2009 | Dancin’ – EP - Wydany: maj 2009 - Wytwórnia: D:vision Records - Format: CD                                                  |
| 2010 | Green EP - Wydany: 24 września 2010 - Wytwórnia: aus-N-ff-ct Records - Format: digital download                             |

### Single
| Rok                                                      | Tytuł                                 | Najwyższe pozycje na listach | Najwyższe pozycje na listach |
| Rok                                                      | Tytuł                                 | SWE                          | AUT                          |
| -------------------------------------------------------- | ------------------------------------- | ---------------------------- | ---------------------------- |
| 2005                                                     | „First Choice”                        | –                            | –                            |
| 2008                                                     | „Blade” (vs. Warp Brothers & Aquagen) | 31                           | 71                           |
| 2008                                                     | „Stay”                                | –                            | –                            |
| 2009                                                     | „Dancin”                              | –                            | –                            |
| 2010                                                     | „Roots”                               | –                            | –                            |
| 2011                                                     | „Cillan”                              | –                            | –                            |
| 2011                                                     | „Pallarnte”                           | –                            | –                            |
| 2012                                                     | „Disco Disco Good” (& Alex Sayz)      | –                            | –                            |
| 2012                                                     | „Aliminium”                           | –                            | –                            |
| „–” oznacza, że singel nie był notowany na danej liście. |                                       |                              |                              |

#### Jako Payami
| Rok  | Tytuł       |
| ---- | ----------- |
| 2007 | „Backspace” |

### Remiksy
| Rok  | Tytuł                                                                    | Artysta               | Źródło      |
| ---- | ------------------------------------------------------------------------ | --------------------- | ----------- |
| 2004 | „Boro Boro” (Funky Sunday)                                               | Arash                 | [ 3 ]       |
| 2005 | „Music Is My Language” (Payami Remix)                                    | DJ Aligator           | [ 4 ]       |
| 2006 | „Temptation” (Ali Payami Club) „Temptation” (Ali Payami Dreamy)          | Arash feat. Rebecca   | [ 5 ]       |
| 2008 | „Angel in the Night” (Ali Payami Remix)                                  | Basshunter            | [ 6 ]       |
| 2009 | „Every Morning” (Payami Remix Radio Edit) „Every Morning” (Payami Remix) | Basshunter            | [ 7 ] [ 8 ] |
| 2010 | „Saturday” (Payami Remix)                                                | Basshunter            | [ 9 ]       |
| 2011 | „Broken Angel” (Ali Payami Remix) „Broken Angel” (Payami Dub Version)    | Arash feat. Helena    | [ 10 ]      |
| 2013 | „She Makes Me Go” (Ali Payami Remix)                                     | Arash feat. Sean Paul | [ 11 ]      |

### Teledyski
| Rok  | Tytuł       |
| ---- | ----------- |
| 2011 | „Pallarnte” |